# 萧健 (1923年)
萧健（1923年2月9日—2023年1月9日），男，福建莆田人，中华人民共和国政治人物，曾任福建省经济委员会主任，福建省人大常委会副主任，中共十二大代表。